# Megalagrion oresitrophum
Megalagrion oresitrophum är en trollsländeart som först beskrevs av Robert Cyril Layton Perkins 1899.
Megalagrion oresitrophum ingår i släktet Megalagrion och familjen dammflicksländor. Inga underarter finns listade i Catalogue of Life.